# Pseudoescorpins
Els pseudoescorpins (Pseudoscorpionida) són un ordre d'aràcnids amb exemplars de mida diminuta. Presenten pedipalps i una aparença que recorden a escorpins sense cua, tot i que hi tenen un parentiu llunyà.

## Morfologia
Com en la majoria dels aràcnids, el cos compta amb dues regions, el prosoma o cefalotórax, i l'opistosoma o abdomen. Els apèndixs, com en tots els altres aràcnids, s'insereixen en el prosoma:
- un parell de quelícers
- un parell de pedipalps que tenen forma de pinces
- quatre parells de potes locomotores.

L'opistosoma és ovoidal, amb segmentació externa patent, però els manca la secció final més estreta com la que presenten els escorpins.
No són fàcils de veure i per això són poc coneguts; no sobrepassen els 8 mm i el més habitual són uns 2 mm.

## Hàbitat i comportament
Viuen a terra, entre les pedres o les fulles caigudes, i també a les esquerdes de l'escorça dels arbres. Existeixen algunes espècies que viuen a la línia de la costa, a la zona de marees.
S'alimenten capturant animals més petits que ells. Els pedipalps poden injectar verí amb l'artell distal, articulat, de la pinça. Com altres aràcnids, realitzen una digestió externa i succionen després el producte resultant.
Presenten un comportament reproductiu complex, amb un festeig elaborat. La fecundació es realitza, com és el cas més comú en aràcnids, mitjançant un espermatòfor, un paquet d'esperma sobre el qual la femella es col·loca empesa, o més aviat arrossegada, pel mascle. En altres espècies el mascle introdueix l'esperma dins els genitals de la femella.

## Sistemàtica
L'ordre se subdivideix en 6 superfamílies que agrupen unes 2.000 espècies, de les quals unes 150 es troben a Europa. Un dels criteris de diferenciació de grups és pel nombre de tarsos de les potes.
Aquesta classificació està basada en la de Muchmore (1982).

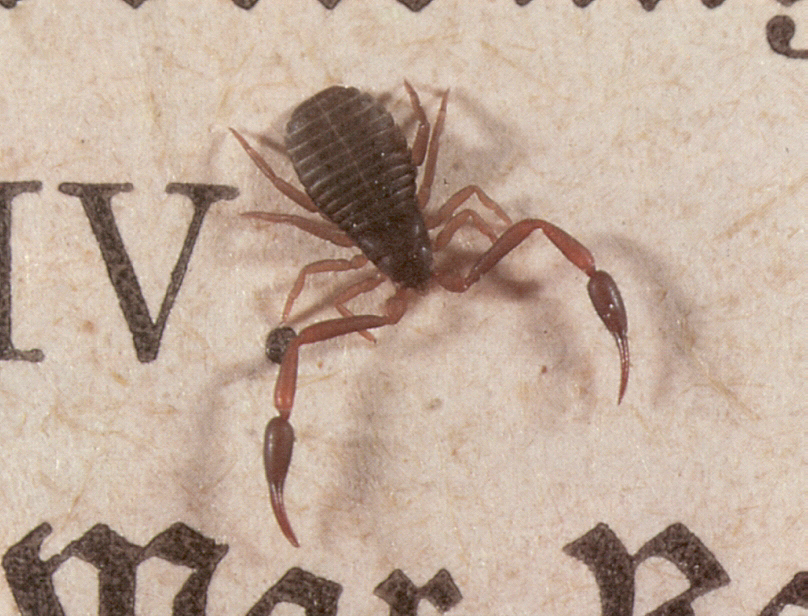
Són de mida molt petita.

- Chthonioidea
- Neobisioidea
- Garypoidea
- Cheiridioidea
- Feaelloidea
- Cheliferoidea